# Магбигор, Эзийода
Эзийода «Эзи» Магбигор (англ. Eziyoda "Ezi" Magbegor; род. 13 августа 1999 года, Веллингтон, Новая Зеландия) — австралийская профессиональная баскетболистка нигерийского происхождения, выступает в женской национальной баскетбольной ассоциации за команду «Сиэтл Шторм», которой была выбрана на драфте ВНБА 2019 года в первом раунде под двенадцатым номером. Играет на позиции центровой. Кроме того выступает за клуб «ЗВВЗ УСК Прага».
В составе национальной сборной Австралии принимала участие в Олимпийских играх 2020 года в Токио, завоевала серебряные медали чемпионата мира 2018 года в Испании и бронзовые медали чемпионата Азии 2019 года в Индии и чемпионата мира 2022 года в Австралии, а также выиграла Игры Содружества 2018 года в Голд-Косте. Помимо того стала бронзовым призёром чемпионата мира 2015 года среди девушек до 19 лет в России, плюс выиграла чемпионат мира 2016 года среди девушек до 17 лет в Испании, на котором была признана MVP турнира.

## Ранние годы
Эзийода Магбигор родилась 13 августа 1999 года в городе Веллингтон, столице Новой Зеландии, в семье выходцев из Нигерии третьей из четырёх детей, которых звали Эло, Ови и Эй Джей. Семья Эзи переехала в Австралию, когда той было шесть лет.